# 劉鼎 (五代)
刘鼎，字公度，徐州萧县人，五代十国政治人物。

## 生平
刘鼎初任为大理评事，历任尚书博士、殿中侍御史、起居郎。后唐清泰年间，由吏部员外郎出为浑州廉判，入朝为刑部郎中，充盐铁判官，改任吏部郎中兼侍御史知杂事。后汉乾祐初年，拜为谏议大夫，五十五岁去世。刘鼎善交游，能谈笑。居家仁孝，事奉继母赵氏，异母兄弟七人，相待如同同母。性情宽易，主管选曹按吏时有风骨，人称他有能力。其子刘衮，登进士第，在后周担任左拾遗、直史馆，早卒。

## 家族
祖父刘泰，萧县县令。父亲刘崇，朱温发迹前在刘崇家佣力，朱温即位建立后梁后，任用刘崇为殿中监、商州刺史。刘崇之母抚朱温有恩，朱温称她为“国婆”，徐州、宋州百姓说刘崇家是“豢龙刘家”。